# جون بيرسون (صحفي)
جون بيرسون (بالإنجليزية: John Pierson)‏ هو صحفي أمريكي، ولد في 1937، وتوفي في 18 نوفمبر 2018.